# Hluboké Mašůvky
Pour les articles homonymes, voir Hluboké (homonymie).
Hluboké Mašůvky (en allemand : Tief Maispitz) est une commune du district de Znojmo, dans la région de Moravie-du-Sud, en République tchèque. Sa population s'élevait à 829 habitants en 2019.

## Géographie
Hluboké Mašůvky se trouve à 8 km au nord-nord-ouest de Znojmo, à 53 km au sud-ouest de Brno et à 173 km au sud-est de Prague.
La commune est limitée par Bojanovice au nord-ouest, par Vevčice au nord, par Rudlice et Plaveč à l'est, par Únanov au sud-est, par Znojmo au sud, par Plenkovice au sud-ouest et par Kravsko à l'ouest.

## Histoire
La première mention écrite de la localité date de 1220.